# Mangrovereiher
Der Mangrovereiher (Butorides striata, Syn.: Butorides striatus) ist eine Art aus der Familie der Reiher, die im tropischen und subtropischen Südamerika vorkommt.
Die Bestandssituation des Mangrovereihers wurde 2016 in der Roten Liste gefährdeter Arten der IUCN als „Least Concern (LC)“ = „nicht gefährdet“ eingestuft.

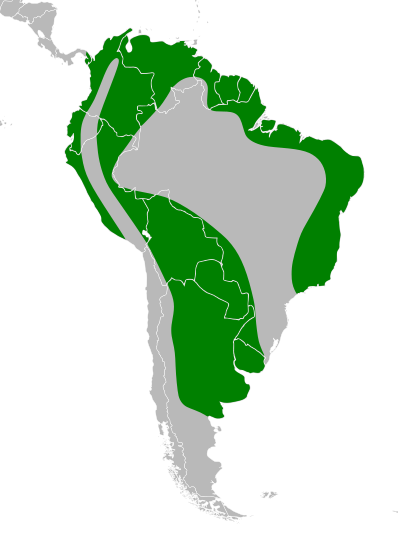
Das Verbreitungsgebiet des Mangrovereihers

## Beschreibung
Der Mangrovereiher ist ein kleiner Reiher mit einer Länge von 35 bis 48 cm und kurzem Hals. Die Flügelspannweite beträgt 52 bis 60 Zentimeter. Das Gefieder ist grau-grün, auf der Bauchseite heller und beinhaltet eine schwarze Kappe mit langem schwarzen Kamm. Der Schnabel ist schwarz, die Beine sind blassgelb bis orange. Die Geschlechter sind äußerlich ähnlich. Jungtiere sind matter gefärbt, mit dunkelbraunem Rücken und weißen Flecken auf den Flügeln. Hals und Brust sind braun mit weißen Streifen. Die Beine sind matt-grün. Im östlichen Panama kommt sowohl der Mangrovereiher als auch der in Mittelamerika, verschiedenen Karibikinseln und in weiten Teilen Nordamerikas lebende Grünreiher (B. virescens) vor. Beide Arten hybridisieren dort miteinander. Am besten können sie anhand des fast vollständig kastanienbraunen Hals des Grünreihers voneinander unterschieden werden.

## Lebensweise
Der Mangrovereiher lebt sehr versteckt in dichter Vegetation an Fluss-, Teich und Seeufern, in Sümpfen und Mangroven. An den Meeresküsten sind sie hin und wieder auch in offenem Gelände der Gezeitenzone oder auf bei Ebbe trocken gefallenen Korallenriffen zu sehen. Die meisten Exemplare leben im Tiefland, in den Anden, in Kolumbien und Ecuador wird der Mangrovereiher regelmäßig bis in Höhen von 3000 Metern gesehen, in der Nähe von Cuzco, in Peru, gab es eine Beobachtung sogar in einer Höhe von 4050 Metern. Die Vögel sind scheue Einzelgänger und dämmerungs- und nachtaktiv, vor allem bei künstlichem Licht. Ansonsten wird der Tagesrhythmus am Meer durch den Zeitpunkt der Gezeiten bestimmt. Die Nahrung besteht aus Fischen, Krebstieren, Amphibien, Insekten, Spinnen, Würmern und wasserlebenden Wirbellosen. Normalerweise lauert er seiner Nahrung regungslos auf, dabei ist der Kopf zwischen die Schulter zurückgezogen, die Körperhaltung ist annähernd waagrecht, hin und wieder auch kopfüber. In diesen Positionen kann der Mangrovereiher über einen sehr langen Zeitraum verharren. Die Beute wird normalerweise in sehr flachem Wasser (< 5 cm Tiefe) gefangen.
Der Mangrovereiher brütet vor allem in der Regenzeit, im Nordwesten Costa Ricas im April und Mai, in Venezuela von Juli bis Oktober und in Argentinien von September bis März. Sein Nest baut er in einer Höhe von einem bis 10 Metern gut versteckt in Büschen, in Bäumen oder Mangroven. Das aus Zweigen gebaute Nest hat in der Regel einen Durchmesser von 20 bis 40 Zentimeter und ist etwa 5 Zentimeter hoch. Das Gelege besteht aus zwei bis fünf hellblau bis hellgrün gefärbten Eiern. Die Brutdauer variiert, je nach Gegend, zwischen 19 und 29 Tagen. Beide Geschlechter brüten, wobei das Brüten nach der Ablage des zweiten Eis beginnt. Das Dunengefieder der Nestlinge ist oben hellgrau und auf der Bauchseite weiß. Lider und Augen sind gelbgrün, der gelbe Schnabel hat eine dunkle Spitze und die Beine sind grün.

## Systematik
Bis Anfang 2025 wurden auch etwa 20 ähnliche Reihertaxa, die in Afrika, Südasien, Ostasien und Australasien vorkommen, als Unterarten dem Mangrovereiher zugerechnet. Diese bilden aber zusammen mit dem Mangrovereihers# keine monophyletische Art. Die in Südamerika vorkommende Nominatform des Mangrovereihers ist näher mit dem nord- und mittelamerikanischen Grünreiher (B. virescens) und dem auf Galapagosinseln endemischen Lavareiher (B. sundevalli) verwandt als mit den Unterarten des Mangrovereihers in Afrika, Asien, Australien und Ozeanien. Die verwandtschaftlichen Verhältnisse gibt folgendes Kladogramm wieder.
|  | \| \| Grünreiher (B. virescens) \| \| \| \| \| \| Lavareiher (B. sundevalli) \| \| \| \| |
|  |                                                                                          |
|  | Mangrovereiher (B. striata)                                                              |
|  |                                                                                          |
|  | Grünreiher (B. virescens)                                                                |
|  |                                                                                          |
|  | Lavareiher (B. sundevalli)                                                               |
|  |                                                                                          |

|  | Grünreiher (B. virescens)  |
|  |                            |
|  | Lavareiher (B. sundevalli) |
|  |                            |

|  | Afrikanische Klade (B. atricapilla atricapilla, B. atricapilla rutenbergi u. a.)                                                                                               |
|  | |
|  | \| \| Nordostafrikanische Klade (B. atricapilla brevipes) \| \| \| \| \| \| Australasiatische Klade (B. a. javanica, B. a. macrorhyncha, B. a. solomonensis u. a.) \| \| \| \| |
|  | |
|  | Nordostafrikanische Klade (B. atricapilla brevipes) |
|  | |
|  | Australasiatische Klade (B. a. javanica, B. a. macrorhyncha, B. a. solomonensis u. a.)                                                                                         |
|  | |

|  | Nordostafrikanische Klade (B. atricapilla brevipes)                                    |
|  |                                                                                        |
|  | Australasiatische Klade (B. a. javanica, B. a. macrorhyncha, B. a. solomonensis u. a.) |
|  |                                                                                        |

|  | \| \| Grünreiher (B. virescens) \| \| \| \| \| \| Lavareiher (B. sundevalli) \| \| \| \| |
|  |                                                                                          |
|  | Mangrovereiher (B. striata)                                                              |
|  |                                                                                          |
|  | Grünreiher (B. virescens)                                                                |
|  |                                                                                          |
|  | Lavareiher (B. sundevalli)                                                               |
|  |                                                                                          |

|  | Grünreiher (B. virescens)  |
|  |                            |
|  | Lavareiher (B. sundevalli) |
|  |                            |

|  | Afrikanische Klade (B. atricapilla atricapilla, B. atricapilla rutenbergi u. a.)                                                                                               |
|  | |
|  | \| \| Nordostafrikanische Klade (B. atricapilla brevipes) \| \| \| \| \| \| Australasiatische Klade (B. a. javanica, B. a. macrorhyncha, B. a. solomonensis u. a.) \| \| \| \| |
|  | |
|  | Nordostafrikanische Klade (B. atricapilla brevipes) |
|  | |
|  | Australasiatische Klade (B. a. javanica, B. a. macrorhyncha, B. a. solomonensis u. a.)                                                                                         |
|  | |

|  | Nordostafrikanische Klade (B. atricapilla brevipes)                                    |
|  |                                                                                        |
|  | Australasiatische Klade (B. a. javanica, B. a. macrorhyncha, B. a. solomonensis u. a.) |
|  |                                                                                        |

Die International Ornithologists’ Union fasste die in Afrika, Asien, Australien und Ozeanien vorkommenden Unterarten deshalb unter der Bezeichnung Butorides atricapilla als eine eigenständige, vom Mangrovereiher verschiedene Art zusammen. B. striata ist damit monotypisch. Auch die Datenbank Avibase listet Butorides atricapilla als eigenständige Art.

## Etymologie und Forschungsgeschichte
Die Erstbeschreibung des Mangrovereihers erfolgte 1758 durch Carl von Linné unter dem wissenschaftlichen Namen Ardea striata. Als Verbreitungsgebiet gab er Surinam an. 1852 führte Edward Blyth die neue Gattung Butorides ein. Dieser Name setzt sich aus  Butor für Botaurinae und -οιδης -oidēs, deutsch ‚-ähnelnd‘ zusammen. Der Artname striata hat seinen Ursprung in lateinisch striatus, striare, stria ‚gestreift, streifen, Furche‘. Alfred Laubmann hatte für sein Werk Die Vögel von Paraguay zwei Bälge, gesammelt von Eugen Josef Robert Schuhmacher (1906–1973) und Michael Mathias Kiefer (1902–1980) im Gran Chaco und dem und dem Bergland des Río Apa, zur Verfügung. In der Literatur fand er viele Nachweise für das Land, so z. B. am Río Pilcomayo durch Hans Hermann Carl Ludwig von Berlepsch, im Departamento Alto Paraná durch Arnaldo de Winkelried Bertoni, in der Colonia von Pedro Risso durch Tommaso Salvadori, am Río Negro durch Elsie Naumburg und Puerto Pinasco im Departamento Presidente Hayes durch Alexander Wetmore. Zusätzlich erwähnte Laubmann Garza de la cuello aplomado und Garza de la cuello pardo von Félix de Azara als Nachweis für die Art.  Butorides striatus patens Griscom, 1929, Butorides robinsoni Richmond, 1896 und Ardea cyanura Vieillot, 1817 werden alle als Synonym zur Nominatform betrachtet. Robinsoni ist Wirt Robinson (1864–1929) gewidmet. Patens leitet sich von lateinisch patens, patentis, patere ‚manifestieren, offen sein‘ ab, cyanura von κυανος cyanos, deutsch ‚dunkel blau‘ und -ουρος, ουρα -ouros, oura, deutsch ‚-schwänzig, Schwanz‘.

## Einzelbelege
1. ↑  ITIS Report-Abfrage nach Syn. Butorides striatus. Integrated Taxonomy Information System, abgerufen am 10. März 2010 (englisch).
2. 1 2  
Frank Gill, David Donsker & Pamela Rasmussen (Hrsg.): Ibises, spoonbills, herons, Hamerkop, Shoebill, pelicans IOC World Bird List Version 15.1.
3. ↑  
Butorides striata in der Roten Liste gefährdeter Arten der IUCN 2016. Eingestellt von: BirdLife International, 2016. Abgerufen am 29. Januar 2018.
4. 1 2 3  
A. Martínez-Vilalta, A. Motis, D. A. Christie und G. M. Kirwan (2020). Striated Heron (Butorides striata), Version 1.0. in Birds of the World (Hrsg.: S. M. Billerman, B. K. Keeney, P. G. Rodewald und T. S. Schulenberg). Cornell Lab of Ornithology, Ithaca, NY, USA. Doi: 10.2173/bow.strher.01
5. ↑  
Ezra Zachary Mendales (2023): Ultraconserved elements resolve the phylogeny of a globally distributed genus, Butorides (Aves: Ardeidae). MS Thesis, San Francisco State University, doi: 10.46569/hd76s649j
6. ↑  
Butorides atricapilla bei Avibase
7. ↑  Carl von Linné (1758), S. 144.
8. ↑  Edward Blyth (1852), S. 281.
9. ↑  Butorides The Key to Scientific Names. Edited by James A. Jobling
10. ↑  striata The Key to Scientific Names. Edited by James A. Jobling
11. ↑  Hans Hermann Carl Ludwig von Berlepsch (1887), S. 31.
12. ↑  Arnaldo de Winkelried Bertoni (1914), S. 40.
13. ↑  Tommaso Salvadori (1895), S. 21
14. ↑  Elsie Margaret Binger Naumburg (1930), S. 93.
15. ↑  Alexander Wetmore (1926), S. 141.
16. ↑  Félix de Azara (1805), S. 177–180.
17. ↑  Félix de Azara (1805), S. 180–182.
18. ↑  Alfred Laubmann (1939), S. 92–93.
19. ↑  Ludlow Griscom (1929), S. 156.
20. 1 2  Charles Wallace Richmond (1896), S. 655.
21. ↑  Louis Pierre Vieillot (1817), S. 421.
22. ↑  patens The Key to Scientific Names. Edited by James A. Jobling
23. ↑  cyanura The Key to Scientific Names. Edited by James A. Jobling